# Rudolf Ludwig Decker

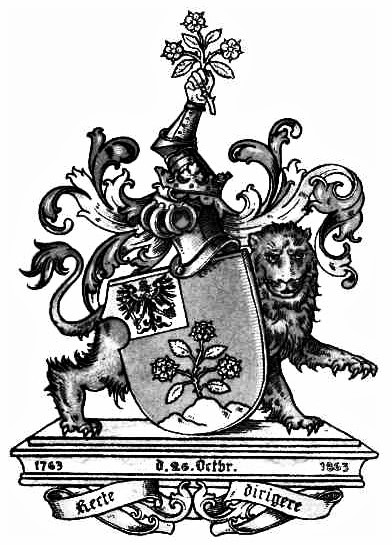
Wappen Rudolf Ludwig von Decker

Rudolf Ludwig Decker, ab 1863 von Decker (* 8. Januar 1804 in Berlin; † 12. Januar 1877 ebenda) war ein deutscher Buchdrucker und Verleger in Preußen.

## Leben
Er war einer der beiden Söhne von Georg Jacob Decker dem Jüngeren und somit Enkel des Gründers der Geheimen Hofbuchdruckerei des preußischen Königshauses, Georg Jacob Decker des Älteren. Sein Bruder war Karl Gustav Decker (1801–1829).
Nach dem Schulbesuch am Gymnasium zum Grauen Kloster trat er 1818 in die Schriftgießerei des Vaters ein. Anschließend machte er ab 1821 eine Lehre als Schriftsetzer und absolvierte danach einige Wanderjahre in Sachsen, Hessen, der Schweiz, Frankreich, England und Italien. 1827 kehrte er nach Berlin zurück und trat gemeinsam mit seinem Bruder Karl Gustav die Nachfolge seines 1819 verstorbenen Vaters an. Das Unternehmen war seit dem Tod des Vaters zunächst als Konsortium weitergeführt worden, bis die Söhne volljährig wurden. Da der Bruder schon 1829 starb, war Rudolf Ludwig Decker ab dem 27. Mai 1830 Alleineigentümer des nun als Königliche Geheime Oberhofbuchdruckerei (R. v. Decker) firmierenden Unternehmens.
Unter seiner Ägide wurden neben den staatlichen Druckaufträgen (beispielsweise die Allgemeine Preußische Zeitung, das Handbuch über den Königlich Preußischen Hof und Staat, der Königlich Preußische Staats-Anzeiger, das Strafgesetzbuch für den Norddeutschen Bund), dem Topographisch-statistischen Handbuch des Preußischen Staats, dem Preußischen Terminkalender und einer Spezialisierung auf staats- und rechtswissenschaftliche Literatur auch typografisch kunstvolle Buchausgaben produziert. Zu den bedeutendsten dieser Produktionen gehören die 1840 gefertigte Prachtausgabe des von Karl Lachmann herausgegebenen Bandes Zwanzig alte Lieder von den Nibelungen, eine 1846 bis 1857 entstandene 30-bändige Ausgabe der Werke Friedrichs des Großen (Oeuvres de Frédéric le Grand) in 200 Exemplaren, eine aus Anlass der Londoner Weltausstellung von 1851 entstandene Prachtausgabe von Martin Luthers Neuem Testament von 1545 in einer Auflage von nur 80 Exemplaren, die Herausgabe von Werken Friedrich von Bodenstedts und die Dante-Werkausgabe von Karl Witte (Divina Commedia) 1862 in nur zwei Exemplaren. Decker gehört außerdem zu den Hauptverlegern der Werke Theodor Fontanes. Er verlegte auch mehrere Schriften des Vereins für die Geschichte Berlins (z. B. die Berlinische Chronik), und Militärliteratur. Darüber hinaus druckte Decker die Zeitung Berliner Fremden- und Anzeigenblatt mit einer Auflage von 40.000 Exemplaren und beteiligte sich an mehreren Zeitungsverlagen.
Im Jahr 1832 heiratete Rudolf Ludwig Decker eine Starsängerin der Berliner Hofoper, Pauline von Schätzel aus dem Adelsgeschlecht Schätzel. Das Paar zählte unter anderem Giacomo Meyerbeer zu seinem Bekanntenkreis.
Zum 100-jährigen Jubiläum des Unternehmens wurde Rudolf Ludwig Decker 1863 der erbliche Adelstitel verliehen. Decker war Mitglied der Gesetzlosen Gesellschaft zu Berlin.

## Nachwirken
Nach seinem Tod erbte die Druckerei sein Sohn Georg von Decker (1845–1894). Dieser verkaufte sie an das Deutsche Reich. Auf Initiative des damaligen General-Postmeisters Heinrich von Stephan entstand am 1. April 1879 durch Zusammenschluss der Druckerei mit der 1852 gegründeten Königlich Preußischen Staatsdruckerei die Reichsdruckerei, aus der nach dem Zweiten Weltkrieg die heutige Bundesdruckerei gebildet wurde.
Die Verlagssparte (R. v. Deckers Verlag), deren Inhaber Rudolf Ludwig Decker von 1828 bis 1877 war, wurde an privat verkauft. Das Archiv des Verlags wurde im Zweiten Weltkrieg zerstört. Der Verlag R. v. Decker ist heute ein Imprint der Verlagsgruppe Hüthig Jehle Rehm in der Mediengruppe Süddeutscher Verlag.